# Didemnum spongoides
Didemnum spongoides är en sjöpungsart som beskrevs av Sluiter 1909. Didemnum spongoides ingår i släktet Didemnum och familjen Didemnidae. Inga underarter finns listade i Catalogue of Life.